# Powiat kosowski (województwo stanisławowskie)
Powiat kosowski – powiat województwa stanisławowskiego II Rzeczypospolitej. Jego siedzibą było miasto Kosów. 1 sierpnia 1934 dokonano nowego podziału powiatu na gminy wiejskie.

## Zmiany przed reformą gminną 1934
15 lipca 1924 od powiatu śniatyńskiego odłączono gminę jednostkową Rożnów, którą włączono do powiatu kosowskiego

## Gminy wiejskie w 1934
- gmina Żabie
- gmina Hryniawa
- gmina Jasienów Górny
- gmina Kuty Stare
- gmina Sokołówka
- gmina Kosów Stary
- gmina Rożnów
- gmina Pistyń

## Miasta
- Kosów
- Kuty

## Starostowie

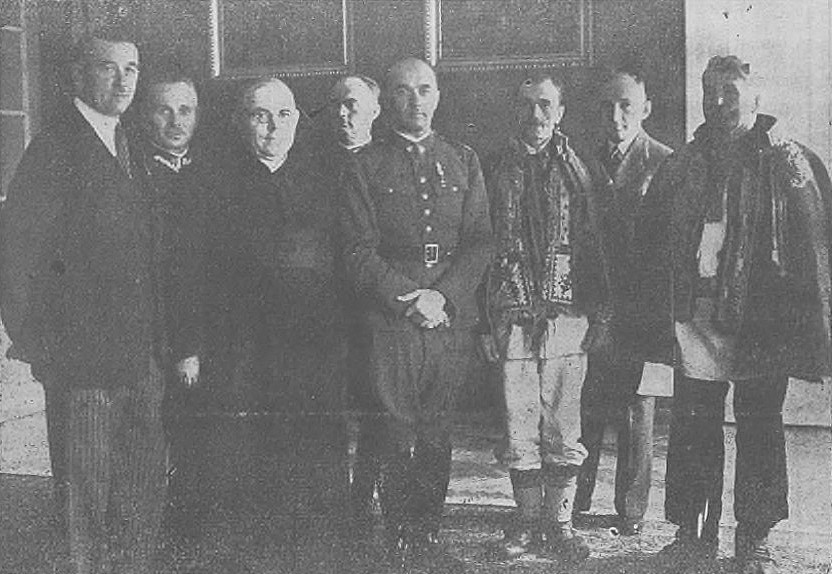
Starosta kosowski Kazimierz Fiala (pierwszy z lewej) w 1937. Obok ks. Grzesiowski, gen. Tadeusz Kasprzycki, kpt. Koźmiński i dwaj Huculi

- Piotr Grodecki[3]
- Kazimierz Fiala (1936-1939)[4][5][6]